# Outsideinside
| Recensione   | Giudizio        |
| ------------ | --------------- |
| AllMusic     | [ 1 ]           |
| Sputnikmusic | 4.0 (Excellent) |

Outsideinside è il secondo album del gruppo musicale californiano Blue Cheer, pubblicato dalla Philips Records nell'agosto del 1968 e prodotto da Abe "Voco" Kesh.
Nel 2003 l'etichetta italiana Akarma stampò su CD l'album con l'aggiunta di un brano bonus.

## Tracce
Lato A
1. Feathers from Your Tree – 3:29 (Dickie Peterson, Leigh Stevens, Peter Wagner)
2. Sun Cycle – 4:12 (Dickie Peterson, Leigh Stevens, Peter Wagner)
3. Just a Little Bit – 3:24 (Dickie Peterson)
4. Gypsy Ball – 2:57 (Dickie Peterson, Leigh Stevens)
5. Come and Get It – 3:13 (Dickie Peterson, Leigh Stevens, Peter Wagner)

Lato B
1. (I Can't Get No) Satisfaction – 5:07 (Mick Jagger, Keith Richards)
2. The Hunter – 4:22 (Booker T. Jones)
3. Magnolia Caboose Babyfinger (strumentale) – 1:38 (Dickie Peterson, Leigh Stevens)
4. Babylon – 4:22 (Dickie Peterson)

Edizione CD del 2003, pubblicato dalla Akarma Records (AK 012)
1. Feathers from Your Tree – 3:29 (Dickie Peterson, Leigh Stephens, Peter Wagner)
2. Sun Cycle – 4:12 (Dickie Peterson, Leigh Stephens, Peter Wagner)
3. Just a Little Bit – 3:24 (Dickie Peterson)
4. Gypsy Ball – 2:57 (Dickie Peterson, Leigh Stephens)
5. Come and Get It – 3:13 (Dickie Peterson, Leigh Stephens, Peter Wagner)
6. (I Can't Get No) Satisfaction – 5:07 (Mick Jagger, Keith Richards)
7. The Hunter – 4:37 (Booker T. Jones)
8. Magnolia Caboose Babyfinger (strumentale) – 1:38 (Dickie Peterson, Leigh Stephens)
9. Babylon – 4:32 (Dickie Peterson)
10. Fortunes – 2:20 (Dickie Peterson) – Bonus Track

## Formazione
- Leigh Stephens - chitarra
- Dickie Peterson - basso, voce solista, chitarra
- Paul Whaley - batteria

Musicista aggiunto
- Ralph Burns Kellogg - tastiere, organo, strumenti a fiato

Note aggiuntive
- Abe Voco Kesh - produttore
- Registrato (Outside session): al Gate Five di Sausalito, CA, Hank McGil e Jay Snyder, ingegneri del suono
- Registrato (Outside session): a Muir Beach, California, Jay Snyder, ingegnere del suono
- Registrato (Outside session): al Pier 57 di New York, Jay Snyder, ingegnere del suono, Henry Cattaneo, consulente
- Registrato (Inside session) al A&R Studios di New York, Tony May, ingegnere del suono
- Registrato (Inside session) al Olmstead Studios di New York
- Registrato (Inside session) al Record Plant di New York, Eddie Kramer, ingegnere del suono
- Registrato (Inside session) al Pacific Recorders di San Mateo, California, Eddie Kramer, ingegnere del suono
- Arab - illustrazione copertina
- Gut - design album
- Stef Leinwohl - fotografia a colori
- Jim Marshall - fotografia in bianco e nero
- Gut - fotografia in bianco e nero[3]